# Thanatus pygmaeus
Thanatus pygmaeus es una especie de araña cangrejo del género Thanatus, familia Philodromidae. Fue descrita científicamente por Schmidt & Krause en 1996.

## Distribución
Esta especie se encuentra en Canarias.